# Kohatius coppensi
Kohatius coppensi — викопний вид сухоносих приматів родини Omomyidae. Голотип GSP-4M 139 складається з погано збереженої правої частини нижньої щелепи із зубами. Він був знайдений у пластах формування Кулдана поблизу міста Чорлаккі у Пакистані. Вид існував в еоцені 48-40 млн років тому.